# El mundo es nuestro
 El mundo es nuestro és una pel·lícula espanyola dirigida per Alfonso Sánchez i protagonitzada per ell mateix i Alberto López. És una de les pioneres a Espanya a utilitzar el fenomen del micromecenatge com una de les seves fonts de finançament. Es va projectar al públic per primera vegada al Festival de Màlaga de Cinema Espanyol el 22 de desembre de 2012 dins de la secció ZonaZine, on va obtenir la Bisnaga de plata al millor actor (Alfonso Sánchez) i la Bidnaga de Plata al Premi del Públic. Es va estrenar al cinema el 22 de juny de 2012.

## Sinopsi
Els fets transcorren en el sevillà barri de Triana, durant abril de 2012. El "Culebra" i el "Cabesa", dos lladregots pròxims a la trentena, decideixen donar el seu gran cop: atracar una sucursal bancària i fugir al Brasil seguint els passos del Dioni.
Però el que se suposava un treball senzill es complica a causa de la irrupció sobtada de Fermín, un empresari de cinquanta anys carregat d'explosius, que amenaça amb immolar-se i exigeix la presència de la televisió per a cridar l'atenció sobre la seva precària situació econòmica.
Fora, un cordó policial, dirigit per la inspectora Jiménez, impedeix la fugida dels atracadors, així que la seva única opció és fer-se forts a l'interior de la sucursal convertint el que prometia ser un simple atracament en un segrest en tota regla amb ostatges i explosius pel mig.
A partir d'aquest moment, la policia tractarà de solucionar la situació com sigui. Però amb el que no compten és amb la presència d'una reportera entre els ostatges. Aquesta se les arregla per a retransmetre en viu tot el que succeeix des de l'interior, convertint el segrest en un circ mediàtic i al "Culebra" i el "Cap", en improvisats capdavanters de la causa de Fermín. D'altra banda, els ostatges es divideixen entre els que estan a favor de quedar-se fins que se solucioni la situació de Fermín i els que prefereixen tornar a les seves cases.
El temps passa i, malgrat els intents de la policia d'arribar a un acord amb els segrestadors, creix la tensió tant dins com fora del banc, fent que el segrest es prolongui.

## Repartiment
| Personatge           | Actor                  |
| -------------------- | ---------------------- |
| El Cabesa            | Alfonso Sánchez        |
| El Culebra           | Alberto López          |
| Ricardo              | Alfonso Valenzuela     |
| Don Manuel           | Joserra Leza           |
| Sabina               | María Cabrera          |
| Fran                 | Daniel Morilla         |
| Natalia              | Olga Martínez          |
| Paco                 | Francisco Torres       |
| Marta                | Estrella Corrientes    |
| Macarena             | Antonia Gómez          |
| Serafín              | Miguel Ángel Sutilo    |
| Pepa                 | Pepa Díaz-Meco         |
| Fermín               | José Rodríguez Quintos |
| Inspectora Jiménez   | Maite Sandoval         |
| Chino                | Kai Zhou               |
| Subinspector Velasco | Sergio Domínguez       |
| Julio                | Elías Pelayo           |
| Redactora            | Mari Paz Sayago        |
| Municipal            | José Manuel Poga       |
| Comissari Narváez    | Pepe Quero             |
| Germà gran           | Javier Mora            |
| Delegat del govern   | Antonio Dechent        |

## Guió
La idea de fer un llargmetratge sobre l'atracament a un banc parteix d'Alfonso Sánchez i Alberto López (el "Culebra" i el "Cabeza"), després del gran èxit del seu primer curt titulat "Esto ya no es lo que era". Alfonso Sánchez comença a treballar en el guió inspirant-se en la situació social que va viure l'Argentina a partir de l'anomenat corralito, per a després incloure idees sorgides amb motiu de les manifestacions del 15-M a Espanya. A més té com a referents "La Haine", de Mathieu Kassovitz, "Scarface", de Brian de Palma i "Tarda negra", de Sidney Lumet
.

## Producció
La pel·lícula va utilitzar per a la seva finançament el sistema micromecenatge o finançament col·lectiu. Es va realitzar una campanya publicitària denominada "Apadrina un tieso", per a animar a simpatitzants a participar aportant petites quantitats de diners. Cada contribuent va realitzar una aportació de 120 € com a mínim, mitjançant la qual adquiria el dret a aparèixer en els crèdits i a participar en els beneficio econòmics que produeixi la pel·lícula. El finançament es va completar amb les aportacions d'altres coproductors que anaven des dels 1.000 € fins als 10.000, i la col·laboració dels actors i l'equip tècnic que van aportar el seu treball i participaran dels beneficis que generi el llargmetratge.

## Rodatge
El rodatge de l'interior del banc es va realitzar en la localitat de San José de la Rinconada (Sevilla).

Els exteriors de la pel·lícula es van rodar al carrer San Jacinto de Triana els dies 3, 4 i 5 de desembre de 2011. 
El tràiler de la pel·lícula es va rodar en la Ronda del Tamarguillo en el tram que transcorre entre la rotonda del carrer de Ruperto Chapí i la rotonda en l'encreuament amb la Avinguda d'Andalusia.
L'escena final es va rodar a El Palmar, pedania del municipi de Vejer de la Frontera, Cadis.